# Quipu

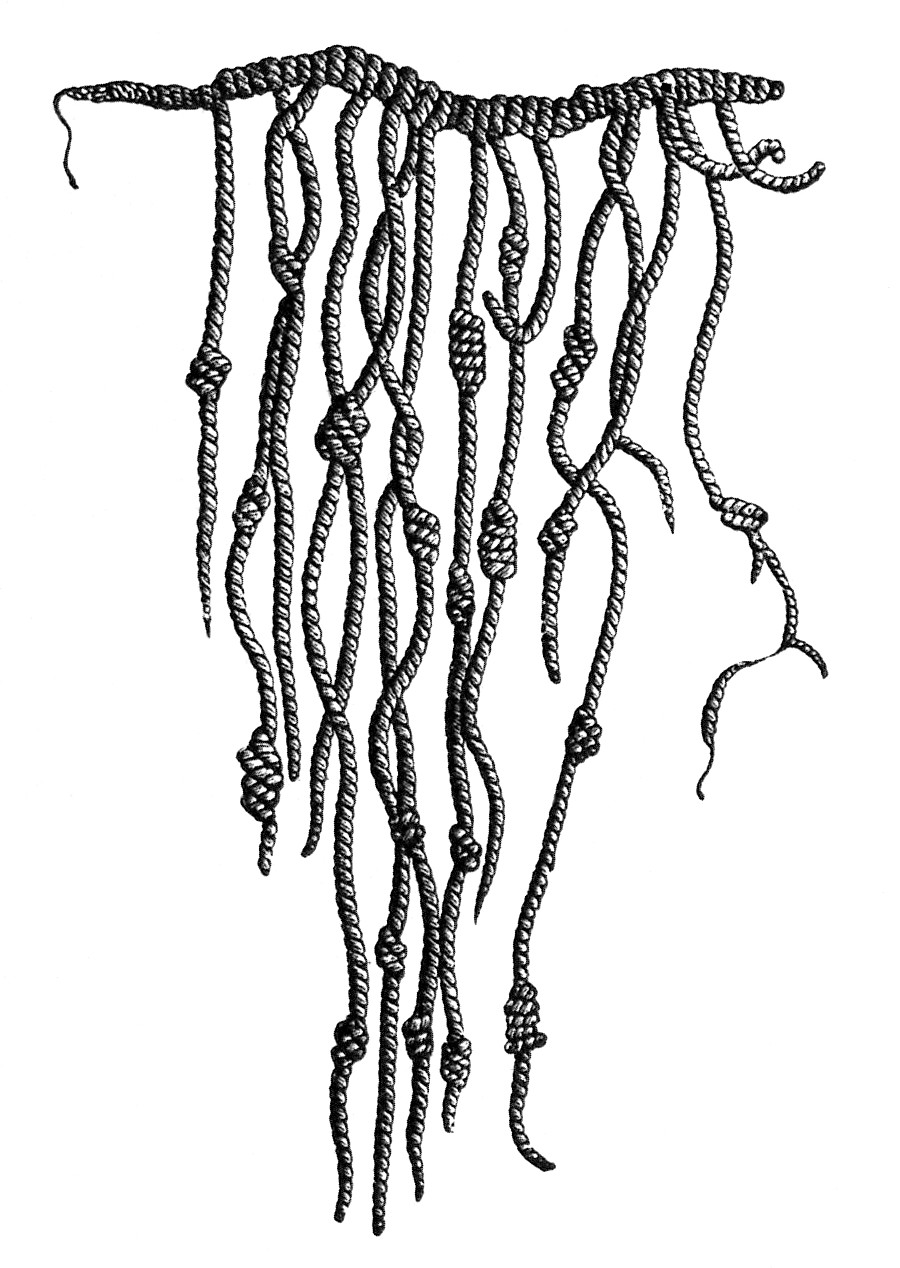
Quipu (Khipu)

Khipu aus dem Museo Arqueológico Rafael Larco Herrera in Lima

Quipu (span.) oder Khipu (Quechua: „Knoten“) [ˈkʰipu] ist der Name einer Knotenschrift der ursprünglichen südamerikanischen Bevölkerung des Inkareichs. Mit dieser Schrift konnten auch mehrstellige Zahlen im Dezimalsystem dargestellt werden.
Khipus sind ab dem 7. Jahrhundert n. Chr. bekannt und waren noch eine ganze Zeit nach dem Ende des Inkareichs 1532 gebräuchlich, Texten zufolge bis mindestens 1622. In einigen entlegenen Dörfern der Anden wurden sie noch bis Mitte des 20. Jahrhunderts zur Buchhaltung eingesetzt.
Nach heutiger Erkenntnis gab es zwei verschiedene Schriftsysteme: eines zur zahlenmäßigen Erfassung von Mengen von Lagerbeständen, Menschen, Tieren, Pflanzen und Ländereien, und ein phonetisch orientiertes System für Nachrichtenverkehr, wie Briefwechseln. Die Knotenschrift für den Briefverkehr bestand aus den Haaren unterschiedlicher Tierarten, wie Vicuña, Alpaka, Guanaco, Lama, Hirsch und dem Vizcacha. Die Tierhaare waren in 14 verschiedenen Farben gefärbt und konnten so bis zu 95 verschiedene Silben wiedergeben. Die Knotenschrift für den Schriftverkehr ist bis heute nicht entziffert. Jedoch machen es auf komplexe Art geknüpfte und gefärbte Khipus aus Tierhaaren, die im Dorf San Juan de Collata Pierro in der Provinz Huarochirí in Peru gefunden wurden, äußerst wahrscheinlich, dass eine solche Silbenschrift in Knotenform existierte.

## Kulturelle Bedeutung

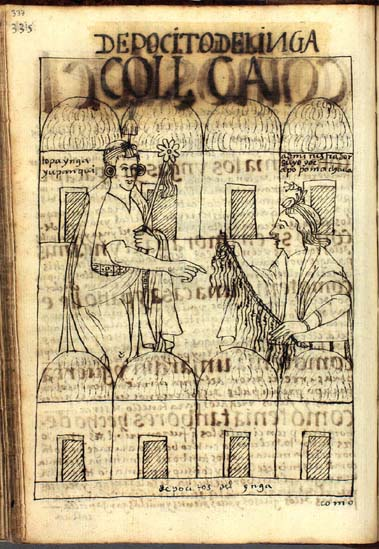
Der Inkaherrscher besucht den Lagerhausverwalter, der ihm anhand eines Khipus den Warenbestand aufzeigt (Zeichnung von Waman Puma de Ayala in seiner Primer Nueva Coronica)

Die kulturelle Bedeutung der Khipus war den zeitgenössischen Chronisten bekannt. So schrieb der spanische Chronist José de Acosta im Jahr 1590 in seiner Historia natural y moral de las Indias (Deutscher Titel: „Naturgeschichte und Moral der Indianer“):

„Son quipos unos memoriales o registros hechos de ramales, en que diversos ñudos y diversas colores significan diversas cosas. Es increíble lo que en este modo alcanzaron, porque cuanto los libros pueden decir de historias, y leyes, y ceremonias y cuentas de negocios, todo eso suplen los quipos tan puntualmente, que admiran.“

„Khipus sind Gedächtnisstützen oder Berichte aus Strängen, in denen verschiedene Knoten und verschiedene Farben verschiedene Dinge bedeuten. Es ist unglaublich, was auf diese Weise geleistet wird, da so viele Bücher von Geschichten, Gesetzen, Zeremonien und Geschäftsberichten darüber geschrieben werden könnten. All dies liefern Khipus so gründlich, dass sie zu bewundern sind.“

## Khipu

### Name
Der Name Khipu (spanisch: Quipu, quechua: Khipu) bedeutet Knoten und steht sowohl für den einzelnen Knoten, als auch für das gesamte Gebilde aus Knotenschnüren.

### Aufbau

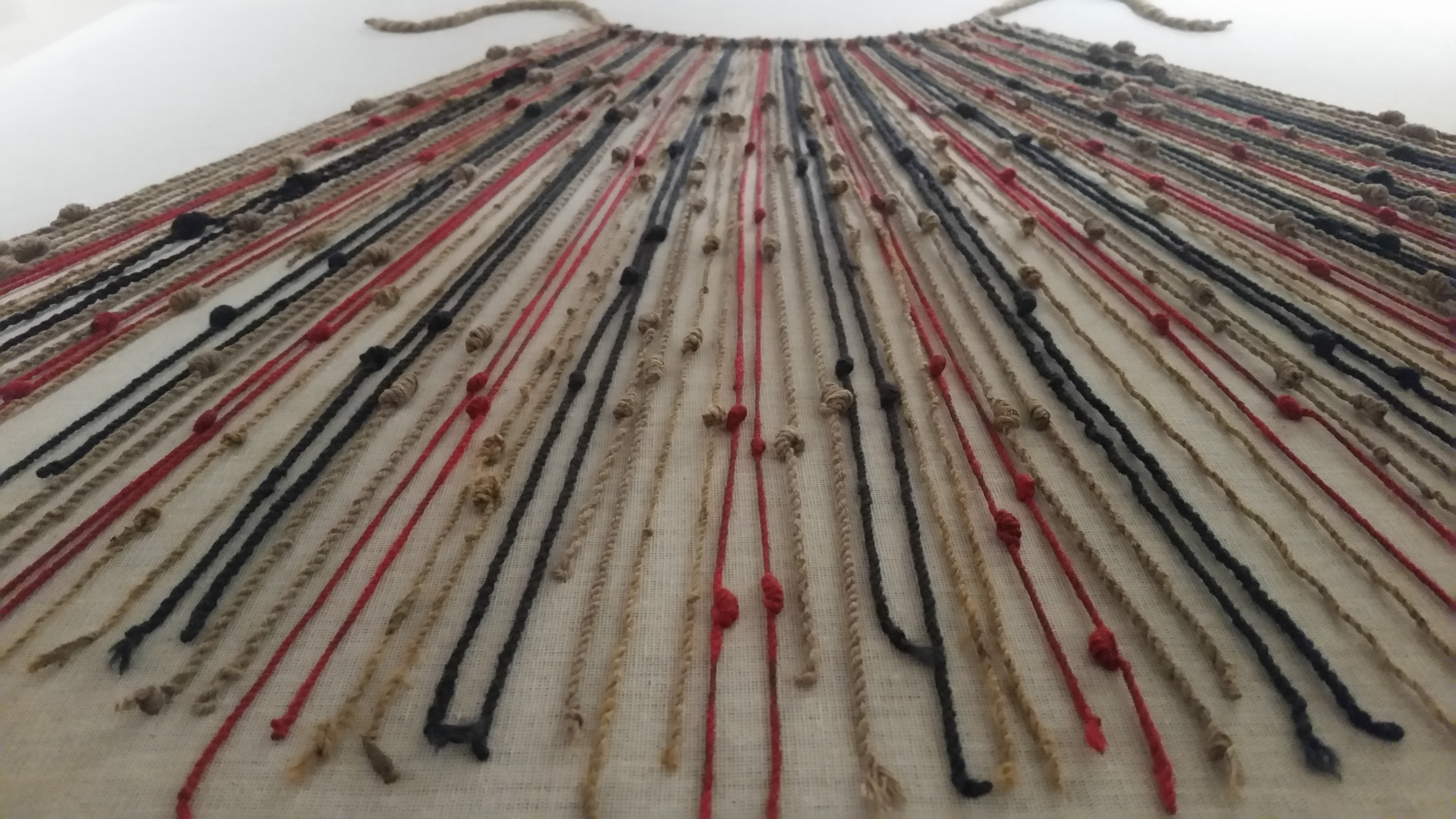
Khipu aus dem Museo Machu Picchu in Cusco

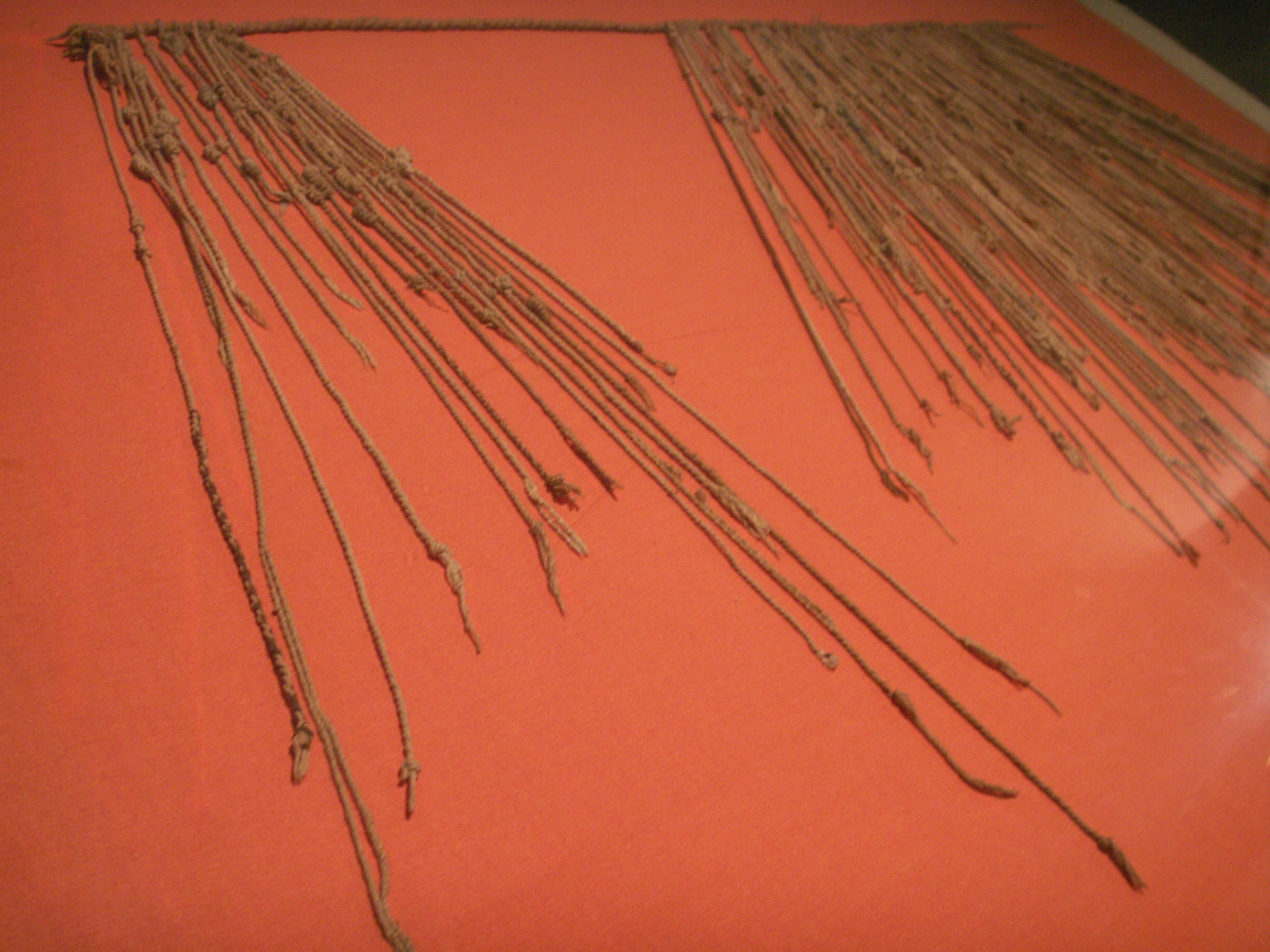
Khipu aus dem Museo de la Nación in Lima

Ein Khipu besteht aus einer Hauptschnur, an der mehrere Knotenschnüre als Nebenschnüre hängen, an denen wiederum mehrere Nebennebenschnüre hängen konnten. Die Nebenschnüre waren mit einem Auge um die Hauptschnur befestigt.
Die Schnüre bestanden aus mehreren verzwirnten Garnen. Die einzelnen Garne ließen sich anhand ihres Materials, ihrer Farbe und ihrer Schlagrichtung unterscheiden.
Außer Knoten konnten Khipus noch Quasten und Textilkartuschen (Ticcisimis) enthalten. Letztere bestanden aus vorher gewebten und später in die Khipus eingeknüpften quadratischen Kartuschen.
Die Länge der Hauptschnur konnte bis zu 4 Meter betragen. An einer Hauptschnur konnten bis zu 200 Nebenschnüre hängen. Ein Khipu wog mit allen Schnüren 4 kg.

### Lesen
Khipus wurden einem Betrachter vorgezeigt, indem man die auseinander gezogene Hauptschnur an beiden Tampen (Enden) umfasste und sie mit auseinander gespreizten Armen hochhielt, so dass die Nebenschnüre frei herunterhängen konnten.
Zum Ablesen der Nebenschnur wurden die Knoten vom Auge aus bis zum Tampen hin betrachtet und getastet. Dabei spielte neben der Art und Anzahl der Knoten auch Material, Farbe und Zwirnrichtung der Schnüre eine Rolle.

### Verwendung

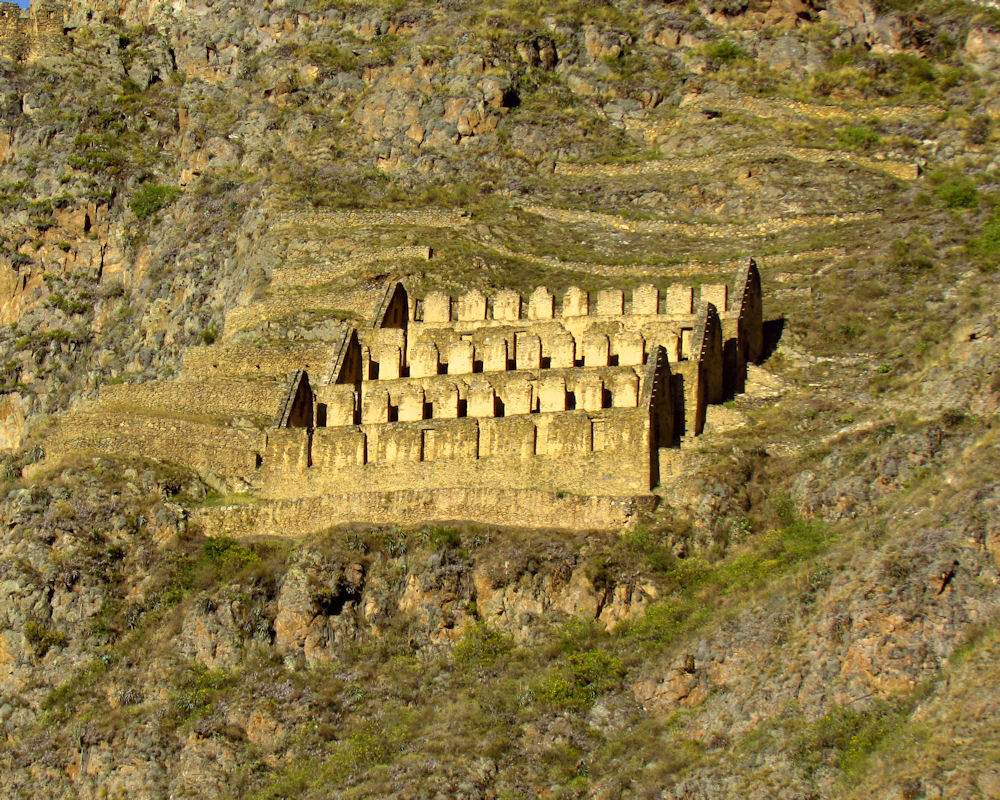
Ein Komplex von 27 Lagerhäusern (Qullqas) oberhalb von Ollantaytambo

Die grauen Baumwoll-Khipus wurden zur Buchhaltung verwendet. Man kann sie am ehesten mit einfachen Formularen vergleichen, in die durch Knüpfen von dezimalen Knotenziffern Mengenangaben über Gegenstände und Arbeitsleistungen eingegeben wurden. Änderten sich die Mengenangaben, wurden die Knoten vom dafür verantwortlichen Knoten-Kundigen aufgeknüpft und anschließend neu verknüpft.
Khipus wurden von den Inkas bei der Erhebung von Steuern benutzt. Diese bestanden aus Abgaben und Arbeitsleistungen. Dazu gab es ein hierarchisches System von Verwaltungseinheiten. Anhand der erhobenen Daten konnte dann festgehalten werden, welche Dorfgemeinschaft (Ayllu) wie viele Abgaben und Arbeitsdienste (Minka und Mita) geleistet hatte oder noch leisten musste.

## Geschichte

### Vorinkazeit
Die Datierung eines in der Galerie-Pyramide in Caral gefundenen Khipus ist umstritten. Mit einem Alter von 2600 v. Chr. wäre er der mit Abstand älteste bekannte Khipu.
Die ältesten sicher datierbaren Khipus stammen aus der Zeit um 650 n. Chr. vom Volk der Wari. Archäologisch entstammen sie dem mittleren Fundhorizont (600–1000 n. Chr.).

### Inkazeit
Die Inka entstammten einem Stamm, der im 12. Jahrhundert in der Gegend um Cusco Landwirtschaft betrieb. Unter dem ersten Starken Herrscher (Sinchi) von Cusco Manco Cápac entstand das Königreich Cusco (1197–1438), aus dem dann unter dem neunten Herrscher und Einzig Erstem Herrscher (Sapa Inka) Pachacútec Yupanqui das Großreich der Inka (1438–1532) entstand.
2016 wurden bei Ausgrabungen in Incahuasi unter der Leitung des Archäologen Alejandro Chu in einem Lagerhaus für Erdnüsse, Chilis, Bohnen, Mais und andere landwirtschaftliche Erzeugnisse 29 Khipus aus dem 16. Jahrhundert entdeckt. Diese wiesen für jedes landwirtschaftliche Produkt jeweils unterschiedliche Färbungen auf, so dass man anhand der Färbung sagen konnte, um welches Produkt es sich handelte. An einigen Khipus waren die Knoten aufgelöst, um sie wieder neu verknoten zu können. Incahuasi diente den Inkaherrschern im späten 15. und frühen 16. Jahrhundert zur Eroberung des südlichen Perus. Die Ausgrabungsstätte liegt im Distrikt Pullo in der Provinz Parinacochas in der Region Ayacucho.

### Kolonialzeit
Die Eroberung des Inkareichs durch die Spanier begann 1532 und wurde in wenigen Jahren vollendet. 1542 wurde unter spanischer Herrschaft das Vizekönigreich Peru gegründet, das bis 1824 bestand. Anfangs ermutigten Kirche und Verwaltung zur Verwendung der Khipus, um die koloniale Verwaltung aufrechtzuerhalten. So gestattete der Vizekönig Francisco de Toledo zwischen 1570 und 1581 die Verwendung der Khipus zu Verwaltungszwecken. Ebenso wurden Khipus in der Katholischen Kirche zum Lernen von Gebeten und zum Beichten von Sünden genutzt, bis sie vom dritten Katholischen Provinzialkonzil von Lima im Jahr 1583 verboten wurden.
Trotz dieses Verbots wurden in den Gemeinden weiterhin Khipus genutzt. So schrieb der Pfarrer Juan Pérez Bocanegra der Gemeinde Andahuaylillas über den Gebrauch der Khipus in einem Text aus dem Jahre 1622, wie die Einheimischen mit Khipus, die ihre Sünden listeten, zur Beichte gingen.
Buchhaltungs-Khipus über kommunale Arbeitsleistungen (Mita) waren in der Gemeinde Santiago de Anchucaya noch bis in die 1940er Jahre in Gebrauch.

## Die Darstellung der Zahlen in Khipus
Die Inkas verwendeten für die Darstellung der Zahlen das Zehnersystem (Dezimalsystem).
- Für jede Stelle (Zehnerpotenz) wurde die Ziffer als Gruppe von Knoten geschrieben.
- Die Stellen (Zehnerpotenzen) wurden in der Reihenfolge ihrer Höhe vom Ansatz zum freien Ende hin abgelesen, also: Tausender-Hunderter-Zehner-Einer.
- Die Ziffer Null wurde für alle Stellen als knotenfreier Gruppenabschnitt geschrieben.
- Die Ziffern Eins bis Neun wurden bei allen Zehner-, Hunderter- und Tausender-Stellen als einfacher  Überhandknoten geschrieben, wobei die Anzahl der einfachen Knoten der jeweiligen Ziffer entsprach.
- Die Ziffern Zwei bis Neun wurden bei allen Einer-Stellen als mehrfach getörnte Überhandknoten geschrieben, wobei die Anzahl der Törns der jeweiligen Ziffer entsprach.
- Die Ziffer Eins wurde bei allen Einer-Stellen als Achtknoten geschrieben.
- Achtknoten und Überhandknoten markierten die Einer-Stellen und damit das Ende der betreffenden Zahl.

Damit gibt es vier verschiedene Knotentypen, die gewöhnlich mit Buchstaben abgekürzt werden (Ascher-System):

- Ein Achtknoten [1A] für die Ziffer 1 der Einer-Stelle.
- Ein mehrfacher Überhandknoten mit m Törns [mT] für die Ziffer m der Einer-Stelle.
- Ein knotenfreier Abschnitt [0X] für die Ziffer 0 bei allen Einer-, Zehner-, Hunderter- und Tausender-Stellen.
- n einfache Überhandknoten [nS] für die Ziffer n bei allen Zehner-, Hunderter- und Tausender-Stellen.

Damit lautet beispielsweise die Darstellung der Zahlen:

2304 = 2S 3S 0X 4T und

7001 = 7S 0X 0X 1A
Die einzelnen Zahlenknoten der Khipus werden addiert, indem man die Knoteschnüre so nebeneinander legt, dass die Stellenpositionen für die einzelnen Zifferknoten auf gleicher Höhe liegen. Anschließend werden diese stellenweise addiert, wobei die Überträge der einzelnen Stellen der jeweils nächsthöheren Dezimalstelle zugeschlagen werden wie bei der herkömmlichen Addition von Zahlen durch Strichrechnung nach Adam Ries oder beim Abakus.
Die Darstellung der Zahlen in den Khipus wurde erstmals 1912 von Leslie Leland Locke (1875–1943) wissenschaftlich beschrieben. Die Schreibweise der Khipu-Zahlen anhand ihres jeweiligen Knotentyps wurde von Marcia and Robert Ascher eingeführt. Die Aschers benutzten für die Ziffernknoten folgende Abkürzungen: für den knotenfreien Abschnitt den Buchstaben X, für den Achterknoten den Buchstaben E (figure eight knot), für den mehrfach getörnten Überhandknoten den Buchstaben L (long knot) und für den Stopperknoten den Buchstaben S (short knot).
Zum Rechnen benutzten die Inkas eine Art Rechenbrett, das Yupana.
Anmerkung:

- Der Stopperknoten ist ein Überhandknoten ohne Törns.
- Ein Überhandknoten mit drei Törns wird Franziskanerknoten genannt, weil die Kordeln der Franziskaner solche Knoten aufweisen.

Die Knoten für die Ziffern
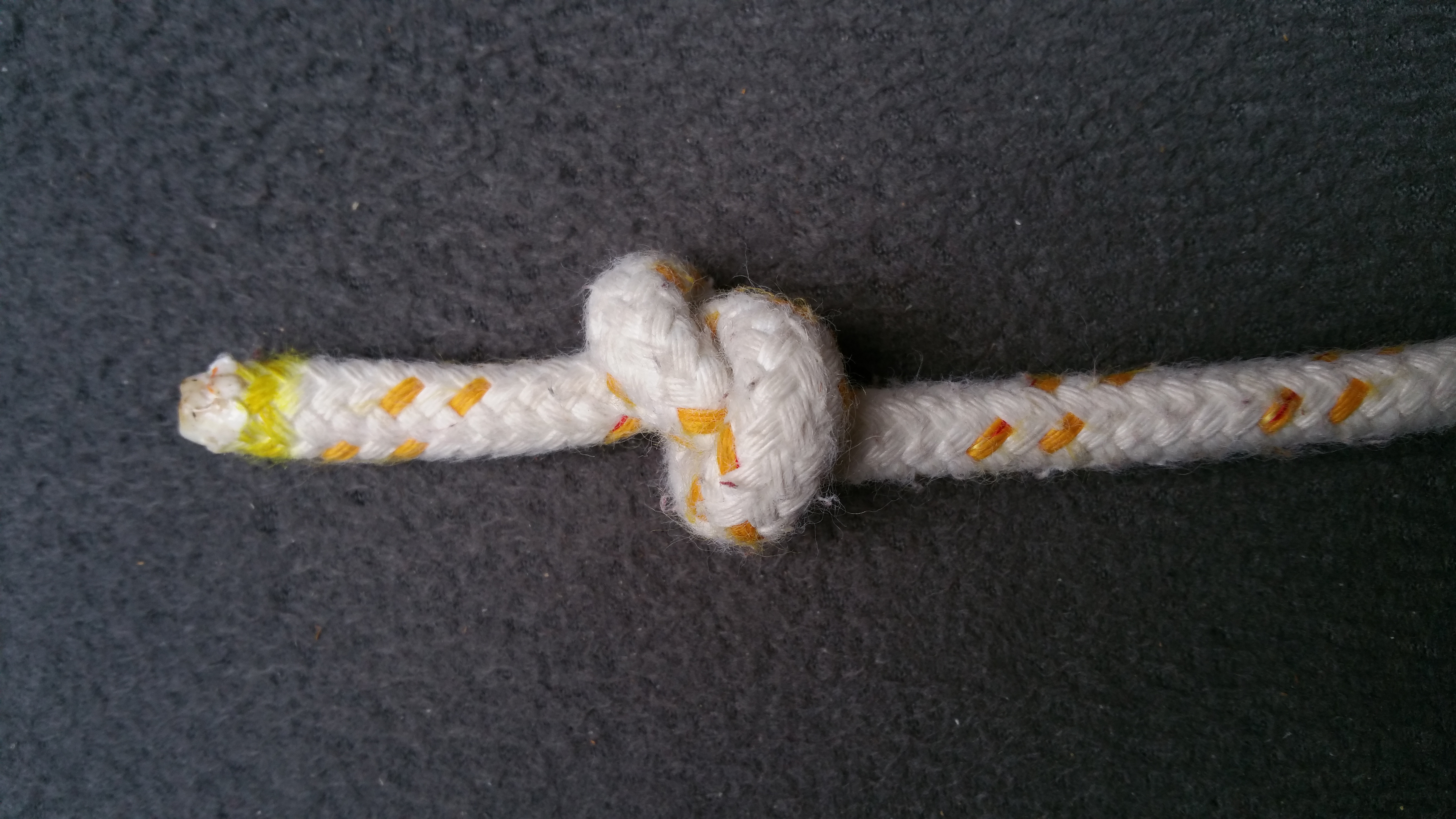
Einfacher Überhandknoten, der n-fach hintereinander geknüpft, die Ziffer n für Zehner-, Hunderter- und Tausender-Stellen angibt
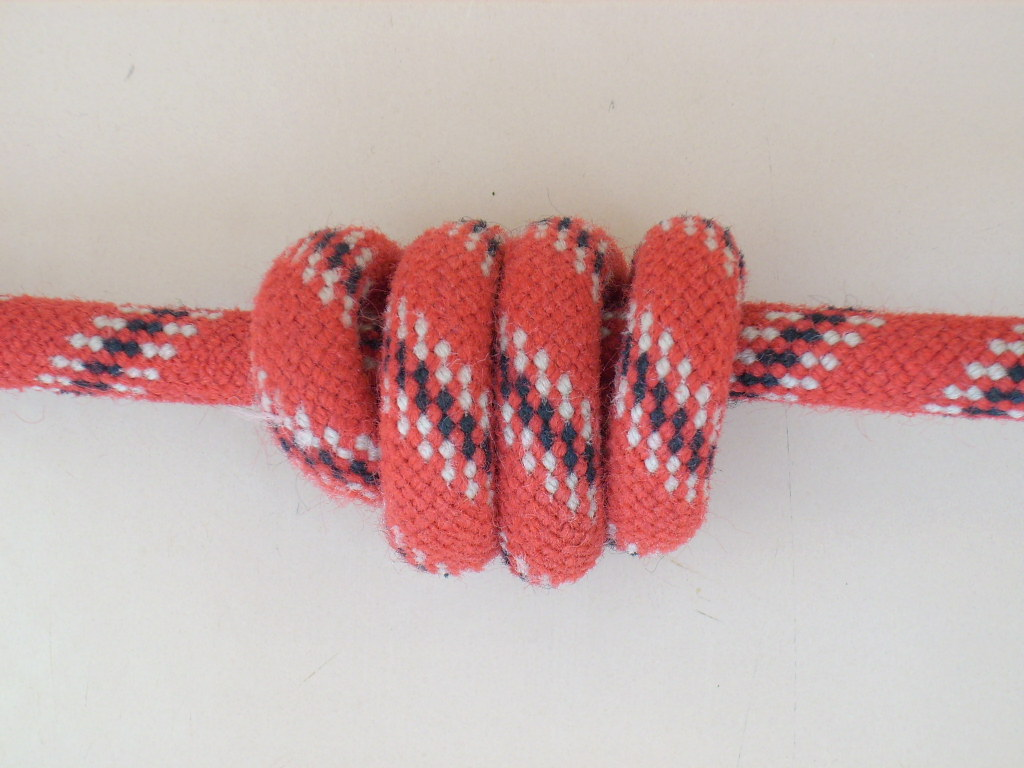
Mehrfacher Überhandknoten mit 4 Törns für die Ziffer 4 der Einer-Stelle
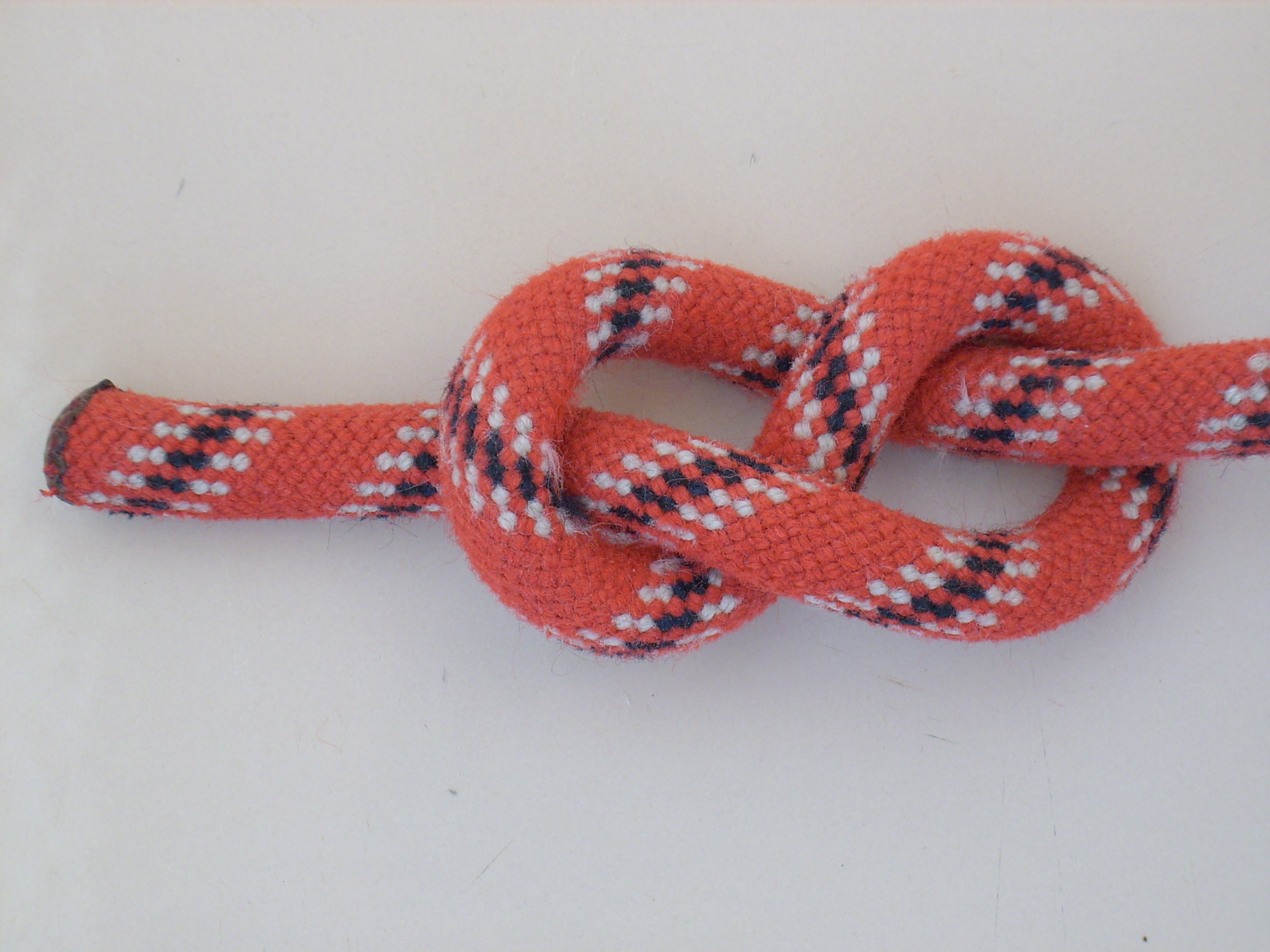
Achtknoten für die Ziffer 1 der Einer-Stelle

## Der Khipu-Kundige

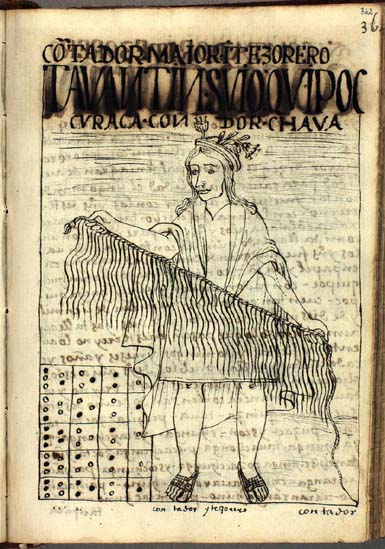
Khipu-Kundiger mit Khipu und Yupana (Rechenbrett) unten links

Nach Angaben des spanischen Chronisten Pedro de Cieza de León konnten nur bestimmte Personen Khipus knüpfen und lesen. Diese wurden Khipu Kamayuq genannt, was auf Quechua Khipu-Hüter heißt. Unterstützt wurden sie vom Qullqa Kamayuq, dem Qullqa-Hüter, der für die Lagerhäuser (Qullqa) verantwortlich war. Im Allgemeinen war der Khipu-Verantwortliche ein alter Mann und der Lagerhaus-Verwalter eine alte Frau. Unterstützt wurden beide von einem jüngeren Paar, das auf diese Weise in Buchführung und Verwaltung geschult und zum Nachfolger herangezogen wurde. Oft waren solche Lagerhäuser (Qullqa) auch mit einer Herberge (Tampu) verbunden.
Bildliche Darstellungen der Lagerhäuser (Qullqa) und Khipu-Kundigen (Khipu Kamayuq) samt Knotenschnur (Khipu) und Rechenbrett (Yupana) finden sich im zwischen 1600 und 1615 erschienenen Werk des indigenen Chronisten Don Felipe Waman Puma de Ayala mit dem Titel Primer Nueva Corónica y Buen Gobierno (Deutscher Titel: „Erste neue Chronik und gute Regierungsarbeit“).

## Textilkartuschen-Khipus

### Tokapu

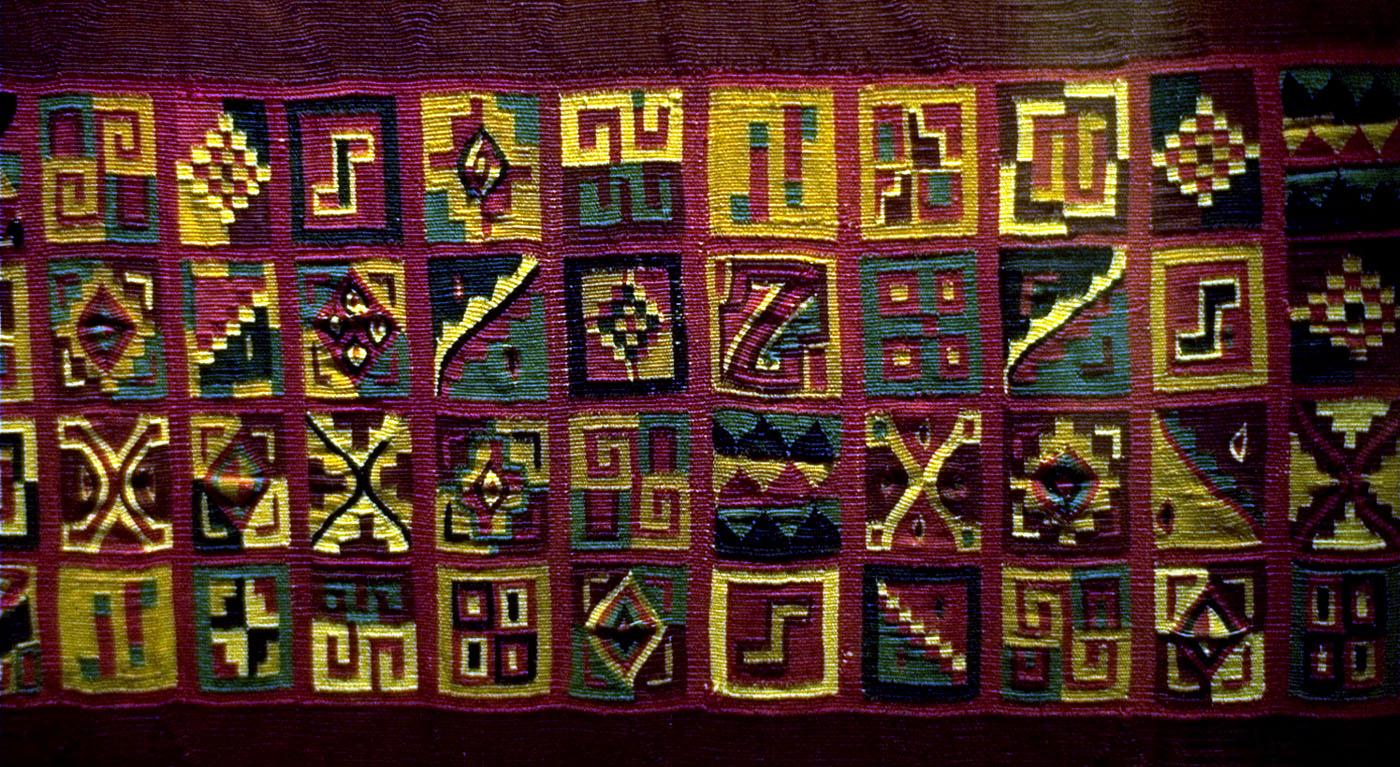
Tokapus

Die Inka verfügten neben den Khipus noch über ein Schriftsystem, das Tokapu genannt wurde. Tokapus sind Begriffszeichen (Ideogramme) in Form quadratischer Kartuschen mit abstrakt geometrischen Motiven.
Tocapus kamen sowohl in gewebter als auch gemalter Form vor. In gewebter Form finden sie sich an Ponchos (Unkus) und Khipus, in gemalter Form an Wänden und auf Trinkbechern.

### Ticcisimi

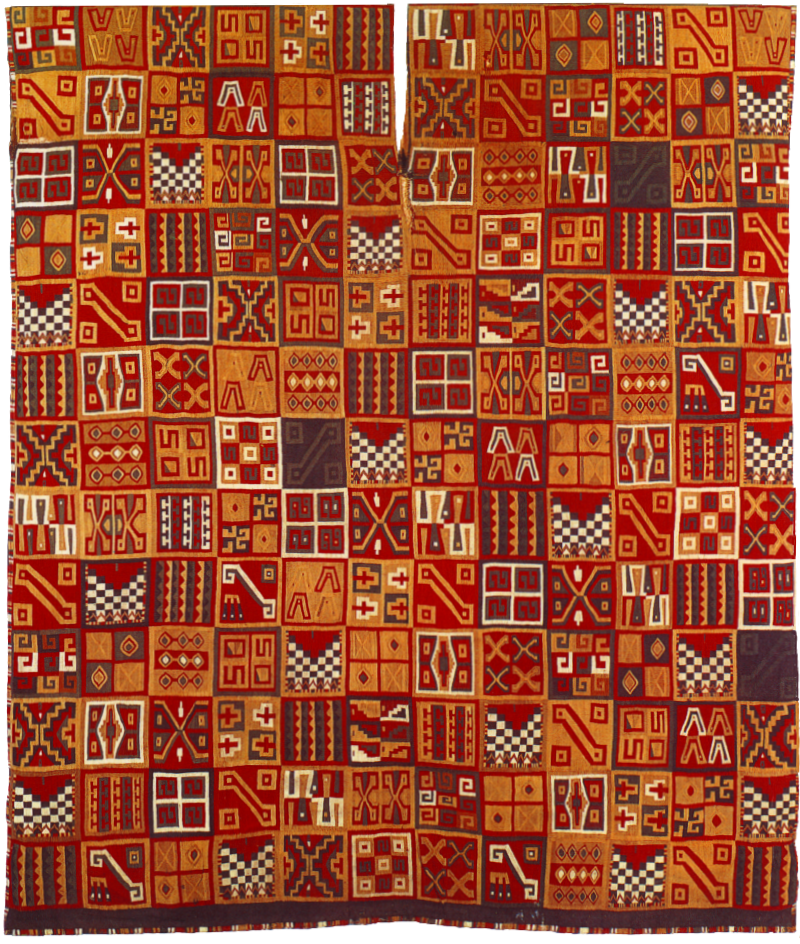
Tokapus auf einem Unku des Inka

In Khipus eingeknüpfte, gewebte Tokapus wurden Ticcisimi genannt. Sie stellen Bildzeichen (Piktogramme) in Form gewebter quadratischer Kartuschen mit bildhaft abstrakten Motiven dar. Die Grenzziehung zwischen konkreten und abstrakten Bildmotiven, also zwischen Pikto- und Ideogrammen, ist hier etwas schwierig.
Ticcisimis an Fetzen von Khipus finden sich auch in der Sammlung des Ethnologischen Museums Berlin. Den Angaben von Blas Valera zufolge soll es rund 200 verschiedene Ticcisimis gegeben haben. Er selbst habe nur die Bedeutung von rund 65 Ticcisimis gekannt. Das Lesen von Khipus und Ticcisimis sei ihm in frühester Jugend von seinem Großvater mütterlicherseits beigebracht worden.

### Bekannte Ticcisimi-Khipus
Vollständig erhaltene Ticcisimi-Khipus sind nicht bekannt. Sie haben sich nur in Form detaillierter farbiger Zeichnungen erhalten, die von Jesuitenpriestern gezeichnet wurden, um auf diese Weise die Kultur der Inka für die Nachwelt zu erhalten.
Folgende Textilkartuschen-Khipus (Ticcisimi Quipus) sind bekannt:
- Ein Gesangs-Khipu mit der Hymne Sumac Ñusta (Schöne Prinzessin), einer Huldigung an die Mondgöttin Killa anlässlich ihrer Vermählung mit dem Sonnengott Inti. Killa und Inti waren der Legende nach die Eltern des ersten Inkaherrschers Manco Cápac und seiner Gemahlin Ocllo.[15]
- Ein Kalender-Khipu (Pacha Quipu) für das Inkajahr 1532/33 mit den Ticcisimi aller 12 Mondmonate.[16]
- Ein Prozessionswege-Khipu (Cequecuna Quipu) mit der Zahl der Schreine für alle Gottheiten (Huacas) entlang aller Prozessionswege (Cequecuna, Singular: Ceque) für die vier Stadtviertel der Inkahauptstadt Cusco.[17]

Der Gesangs-Khipu Sumac Ñusta gehört zur Gruppe der Adels-Khipus (Capac Quipus). Der Gesang Sumac Ñusta (Schöne Prinzessin) wurde von den Schönen Jungfrauen (Sumac Aklla) im Sonnentempel (Intikancha) von Cusco, dem höchsten Heiligtum der Inka vorgetragen.

## Der Kalender-Khipu

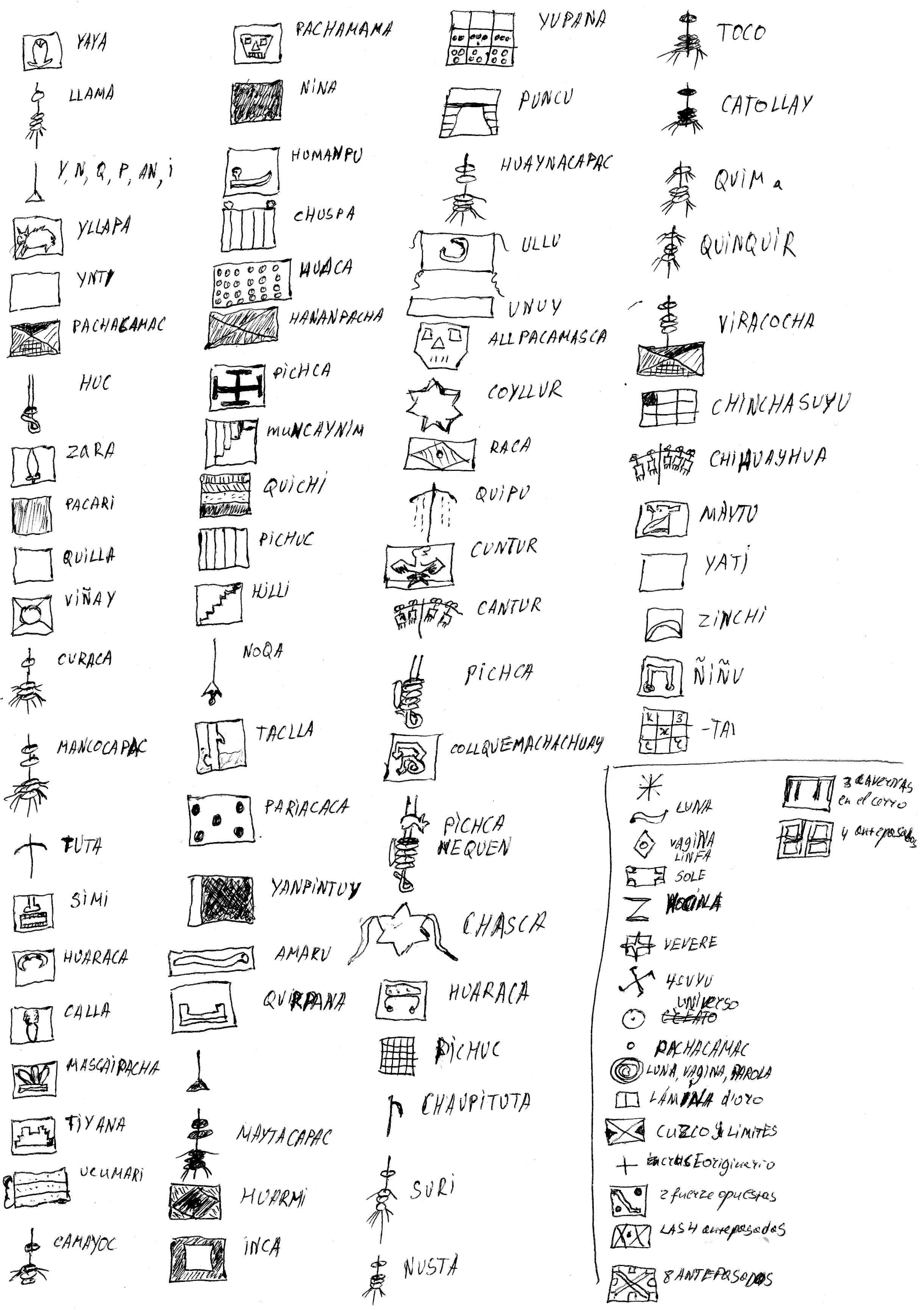
Ticcisimi in Blas Valeras Manuskript von 1618

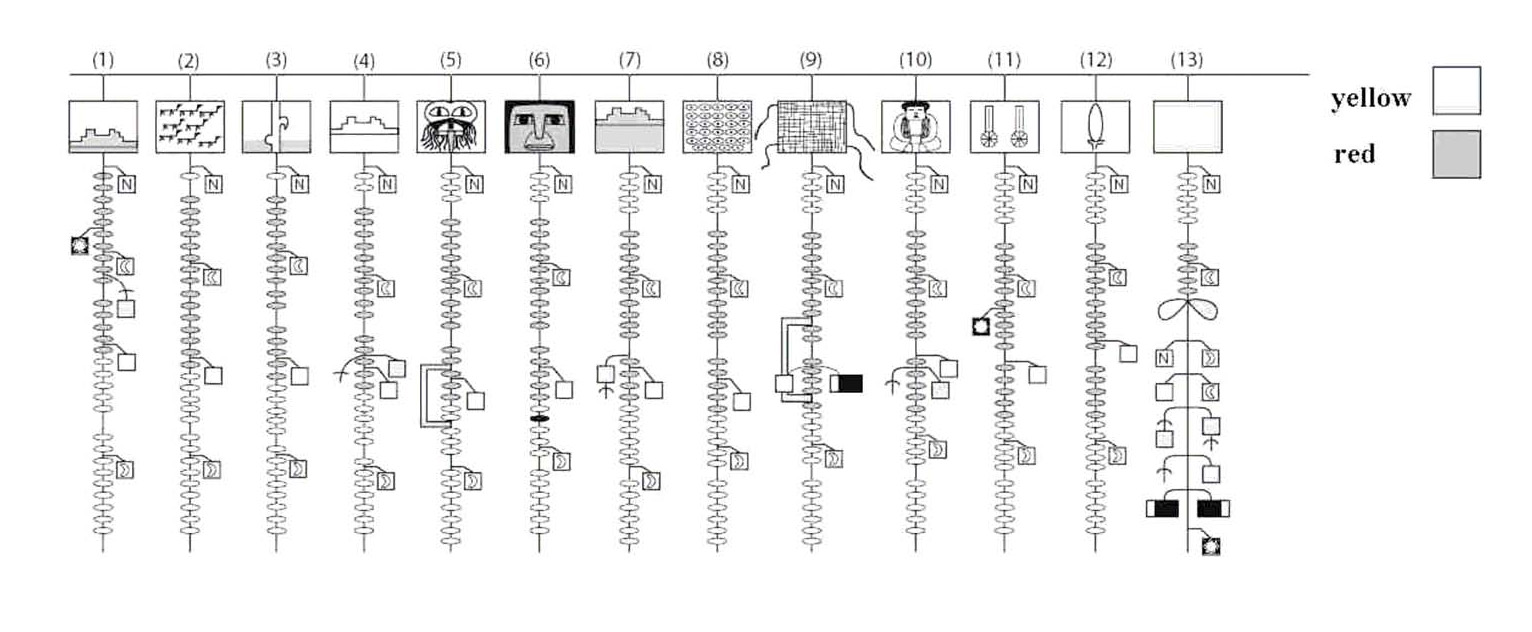
Schemazeichnung des Kalender-Khipus von Blas Valera 1618

Der Jesuitenpater Blas Valera beschreibt in seiner Schrift Exsul Immeritus Blas Valera Populo Suo (Deutscher Titel: Der ungerecht verbannte Blas Valera an sein Volk) aus dem Jahr 1618 einen Kalender-Khipu. Blas Valera war Mestize, sein Vater war Spanier und seine Mutter eine Inka aus dem Adel. Das Lesen der Khipus lernte er von seinem Großvater mütterlicherseits, einem Inkaweisen (Amauta).

### Der Kalender für das Inkajahr 1532/33
Der Kalender gibt das Kalenderjahr der Inka von 1532/33 wieder, das nach Gregorianischer Zeitrechnung am 3. Juni 1532 mit dem Neumond des ersten Mondmonats begann und am 2. Juni 1533 endete. In diesem Zeitraum wurde am 16. November 1532 der letzte regierende Inkaherrscher Atahualpa (quechua: Ataw Wallpa) in der Schlacht von Cajamarca vom Conquistador Francisco Pizarro besiegt und im darauffolgenden Jahr hingerichtet. Dem Schreiben ist eine Zeichnung beigegeben, die den Kalender in schematischer Form farbig wiedergibt.

### Jahreseinteilung
Der Kalender-Khipu wurde Pacha Quipu genannt, wobei Pacha in Quechua Zeit und Quipu Knoten bedeutet. Der Kalender-Khipu bestand aus 1 Hauptstrang mit 13 Nebensträngen (Pendants). Die ersten 12 Nebenstränge repräsentieren die 12 synodische Mondmonate. Der letzte Nebenstrang repräsentiert die 10 eingeschobenen (epagomenalen) Tage, die notwendig sind, um den synodischen Mondkalender mit dem siderischen Sonnenjahr zu synchronisieren.
Jeder Inkamonat umfasste 29 bis 30 Tage, wobei 5 Monate 29 und 7 Monate 30 Tage hatten. Die Monate 1, 3, 4, 6 und 10 hatten 29 Tage. Jeder Monatsstrang wurde mit einer gewebten quadratischen Textilkartusche (Ticcisimi) eingeleitet, die das Bildssymbol (Piktogramm) des jeweiligen Inkamonats enthielt. Insgesamt enthielt das Jahr 5×29 + 7×30 = 355 Monatstage und eine Einschubswoche aus 10 Tagen, was 365 Tage ergibt.
Das Jahr war außerdem in 36 Wochen unterteilt, wobei jede Inkawoche aus 10 Tagen besteht. Damit bestand das Jahr aus 36x10 = 360 Wochentagen und der Hälfte der zehntägigen Einschubswoche, was 365 Tage ergibt.

### Wocheneinteilung
Die Inkawochen bestehen aus 10 Tagen, die an den Schnüren durch Gruppen von 10 Knoten wiedergegeben werden. Diese sind für jede Woche alternierend rot oder grün gefärbt. Jeweils 10 roten Knoten folgen 10 grüne Knoten und so weiter.
Die roten Knoten stehen für das Oben (quechua: Hanan) und die grünen für das Unten (quechua: Hurin). Das inkaische Prinzip von Hanan und Hurin entspricht in etwa dem chinesischen Prinzip von Yin und Yang. Hanan (Oben) waren Sonne, Firmament, Tag, Gebirge, Gegenwart und Mann. Hurin (Unten) waren Mond, Erde, Nacht, Küste, Vergangenheit und Frau. Die Welt war zu gleichen Teilen in Hanan und Hurin aufgeteilt. Jedes Ding war entweder Hanan oder Hurin.

### Monatsnamen und ihre Kartuschen
Blas Valera hat für jeden der 12 Monate des inkaischen Kalenders den quechuanischen Namen, seine lateinische Übersetzung und die zugehörige Textilkartusche (Ticcisimi) angegeben.
Cusco, die Hauptstadt der Inka, liegt südlich des Äquators, also auf der Südhalbkugel. Daher verlaufen die Jahreszeiten hier spiegelbildlich zu denen auf der Nordhalbkugel, wobei der jahreszeitlichen Wechsel in den Tropen geringer, aber mit zunehmender Höhe stärker, ausgeprägt ist.
Jeder Monat besitzt sein eigenes Pedant (Nebenschnur) am Khipu. Im Folgenden werden für jeden inkaischen Monat sein quechuanischer Name, dessen deutsche Übersetzung sowie die dazugehörige Kartusche angegeben. Sie lauten:
1. Pedant: Yntiraymipacha = Zeit des Fests der Sonne (Südsommer) =
Kartusche: niedriger gelber Thron (Goldener Thron)
2. Pedant: Pachacyahuarllamapacha = Zeit der 100 roten Lamas =
Kartusche: 15 rote Lamas Llamas
3. Pedant: Yapuypacha = Zeit zum Pflügen =
Kartusche: Pflug Tacla
4. Pedant: Coyaraymipacha = Zeit des Fests des Monds =
Kartusche: mittlerer weißer Thron (Silberner Thron)
5. Pedant: Paramañaypacha = Zeit der Beschwörung des Regens =
Kartusche: schwarzes zausbärtiges Gesicht mit herausgestreckter langer roter Zunge (Wilder Geist)
6. Pedant: Ayamarcaypacha = Zeit der Prozessionen für die Toten =
Kartusche: rote Maske (Mumie Mallqui)
7. Pedant: Capacyntiraymipacha = Zeit des hochadligen Fests der Sonne (Südwinter) =
Kartusche: hoher gelber Thron (Goldener Thron)
8. Pedant: Huacapacha = Zeit der Naturgeister =
Kartusche: viele kleine Kreise mit Punkt (Naturgeister Huacas)
9. Pedant: Huarachicuypacha = Zeit des ersten Ankleidens der Knaben mit einem Tanga =
Kartusche: Stoffquadrat mit 4 Bändeln (Tanga)
10. Pedant: Paraypacha = Zeit des Regens =
Kartusche: sitzender Mann mit langen Zöpfen und Hut (Abwarten des Regen)
11. Pedant: Rinrituccinapacha = Zeit des Durchstechens der Ohrläppchen =
Kartusche: zwei lange Ohrläppchen mit zwei Kokarden
12. Pedant: Aymuraypacha = Zeit der Ernte =
Kartusche: Maiskolben Sara
13. Pedant: Einschubswoche 10 Tage = Yntihuatapacyapanapacha = Zeit zur Vervollständigung des Kalenders =
Kartusche: gelbes Quadrat (Sonne Inti)

### Astronomische Daten
Der Kalender diente in erster Linie den Inkapriestern (Amauta) zur Festlegung der Feiertage. Daneben gab es noch einen Bauernkalender, der den landwirtschaftlichen Jahresablauf für die Bauern regelte.
Ein schwarzer Knoten steht für den Tag der Niederlage der Inka in der Schlacht von Cajamarca (16. November 1532) und erlaubt den Vergleich der Daten mit denen unseres heutigen Gregorianischen Kalenders.
- Der Kalender beschreibt eine Mondfinsternis (Yanpintuy) in Cusco für den 9. Februar 1533.
- Der Kalender beschreibt den Zeitraum für die Sichtbarkeit der Plejaden (Ccoto) am Firmament, der den Zeitpunkt der Aussaat bestimmte. Dieser lag zwischen dem 5. April und 7. Juni 1533.
- Der Kalender beschreibt die Zenitpassage der Sonne in Cusco vom 13. bis 18. Oktober 1532.

Man muss natürlich bei diesen Angaben beachten, dass Valera diese Angaben 1618, also 85 Jahre nach der Eroberung des Inkareichs durch die Spanier, schrieb und als Jesuit sowohl in inkaischer, als auch europäischer Astronomie geschult war. Die Jesuiten stellten damals die wissenschaftliche Elite der Katholischen Kirche.

## Khipu-Bretter
Um 1570 nutzte der Bettelorden der Mercedarier Bretter mit alphabetischer Schrift und geknüpften Knoten zur Bekehrung der einheimischen Bevölkerung. Diese Khipu-Bretter wurden in den gesamten Anden verteilt. Bis heute sind nur drei solcher Khipu-Bretter aufgefunden worden, wobei ein Brett seit 1980 wieder verschollen ist. Die zwei übrigen Khipu-Bretter befinden sich in einer Kolonialkirche im Bezirk Ancash und in der Stadt Ayacucho. Der Erhaltungszustand beider Bretter ist mäßig. Die Seiten sind zerfleddert und die Knoten oft nicht mehr vorhanden. Die Knoten des Bretts aus Ancash sind mehrfarbig, die Knoten des Bretts aus Ayacucho bestehen aus drei Lagen Papier und sind einheitlich grau.

## Anzahl und Erhaltung
Die meisten Quipus wurden durch die spanischen Eroberer im 16. Jahrhundert zerstört. 1981 waren gerade mal 400 bekannt, bis 2004 sind weltweit etwa 800 Quipus gefunden worden. Das Ethnologische Museum Berlin besitzt 289 und damit die größte Sammlung ihrer Art. Sie stammen alle mehr oder weniger aus dem 15. und 16. Jahrhundert. Allerdings wurden so gut wie keine Quipus in Cusco oder einem anderen Teil des Hochlandes gefunden, fast alle Funde stammen von der Küste. Dies kann aber in erster Linie an den klimatischen Bedingungen gelegen haben, die die Konservierung begünstigten.

## Ethnologisches Museum Berlin
Die weltweit größte Sammlung von Khipus befindet sich im Ethnologischen Museum Berlin. Dort befindet sich auch ein Khipu aus dem 18. Jahrhundert, der bunt und struppig ist. Diese bunten Khipus wurden in den 1990er Jahren nicht nur in Berlin, sondern auch in anderen Museen wegen ihrer Buntheit als Fälschungen klassifiziert. Dies ist jedoch nicht der Fall.

## Dokumentationen
- Das Reich der Inka – Spurensuche in den Anden. (Originaltitel: Empire inca - L'histoire révélée.) TV-Dokumentation in HD mit neuesten Erkenntnissen über Quipus von Thibaud Marchand, F 2023 für Arte France, deutsche Synchronfassung in Arte, Erstsendung 17. Juni 2023 (auch verfügbar auf youtube.com).